# Карл Фрідріх фон Штейнмец
Карл Фрідріх фон Штейнмец (нім. Karl Friedrich von Steinmetz; 27 грудня 1796, Ейзенах, Тюрингія, Священна Римська імперія — 2 серпня 1877, Бад-Ландек, Німецька імперія) — німецький воєначальник, прусський генерал-фельдмаршал (1871). Прославився своїми перемогами під час австро-прусської та французько-прусської воєн.

## Рання біографія і військова кар'єра
Народився в аристократичній родині, племінник прусського генерала Карла Фрідріха Франциска фон Штейнмеца. У 1811 році закінчив кадетський корпус Столп у Померанії. У 1813 році разом зі старшим братом вступив добровольцем до прусської армії, брав участь у війні з Наполеоном. Учасник битви під Лейпцигом та взяття Парижа, був нагороджений Залізним хрестом 2-го ступеня.
Після завершення наполеонівських воєн продовжив військову службу в рядах прусської армії. У 1824 році закінчив Прусську військову академію. У 1824—1830 роках служив у Генеральному штабі. Із 1830 по 1839 рік командував різними військовими гарнізонами. Із 1839 року — майор, командир батальйону. Під час революції 1848 року командував гвардійським батальйоном, але участі в придушенні революції не брав. Учасник Першої Шлезвізької війни, за успіхи в боях з датчанами був нагороджений орденом Pour le Merite. Із 1851 року — комендант кадетського корпусу в Берліні. Із 1854 року — генерал-майор.
Із 1857 року — командир гвардійської бригади, із 1858 року — генерал-лейтенант. Із 1863 року — командир 2-го армійського корпусу. Із 1864 року — генерал від інфантерії, командир 5-го армійського корпусу.

## Австро-прусська війна
Під час австро-прусської війни 1866 року — командир 5-го армійського корпусу 2-ї прусської армії. 26 червня 1866 року корпус Штейнмеца перейшов кордон з Австрією і в двох битвах при Наході і при Скалицях завдав австрійцям тяжких поразок. У битві під Траутенау потрапив під атаку австрійців і був змушений відійти. За успішні бойові дії був нагороджений орденом Червоного орла.

## Французько-прусська війна
Під час французько-прусської війни — командувач 1-ї німецької армії. У битві при Шпіхерні 6 серпня 1870 року розбив французький корпус генерала Фроссара. Однак, незабаром Штейнмец вступив у конфлікт з принцом Фрідріхом Карлом та кронпринцом Фрідріхом, які командували відповідно 2-ю і 3-ю німецькими арміями. У битві при Гравелотті 18 серпня 1870 року кинув свої війська на добре укріплені позиції французів і ледве не був розгромлений. Через надзвичайно великі втрати в особовому складі і невдалі дії під Гравелоттом був знятий з посади командувача 1-ї армії і призначений командиром 5-го корпусного військового округу.

## Останні роки
У квітні 1871 року вийшов у відставку за віком. Тоді ж отримав звання генерал-фельдмаршала і пожиттєву пенсію у 2000 талерів. Жив і помер у Бад-Ландеку, там же і похований.

## Нагороди
- Залізний хрест (Пруссія): 2-й ступінь — 1814; 1-й ступінь — 1870;
- Орден Pour le Merite[5] (Пруссія)
- Хрест ордена дому Гогенцоллернів (Пруссія)
- Орден Корони[6] (Пруссія)
- Орден Червоного орла (Пруссія)
- Орден Чорного орла (Пруссія)
- Орден Святого Георгія 4-го ступеня (Російська імперія)